# Johanniskirche, Flensburg

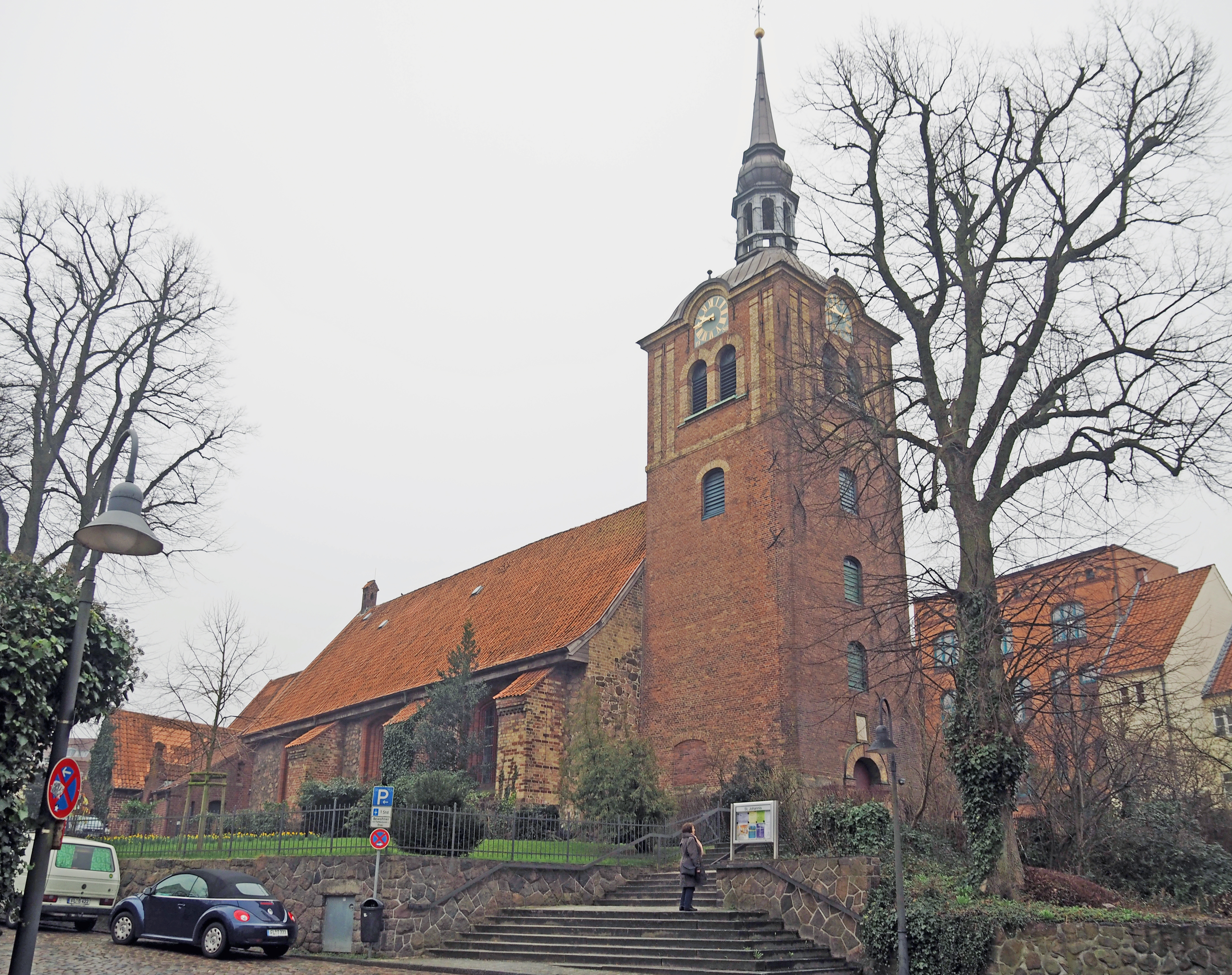
Johanniskirche

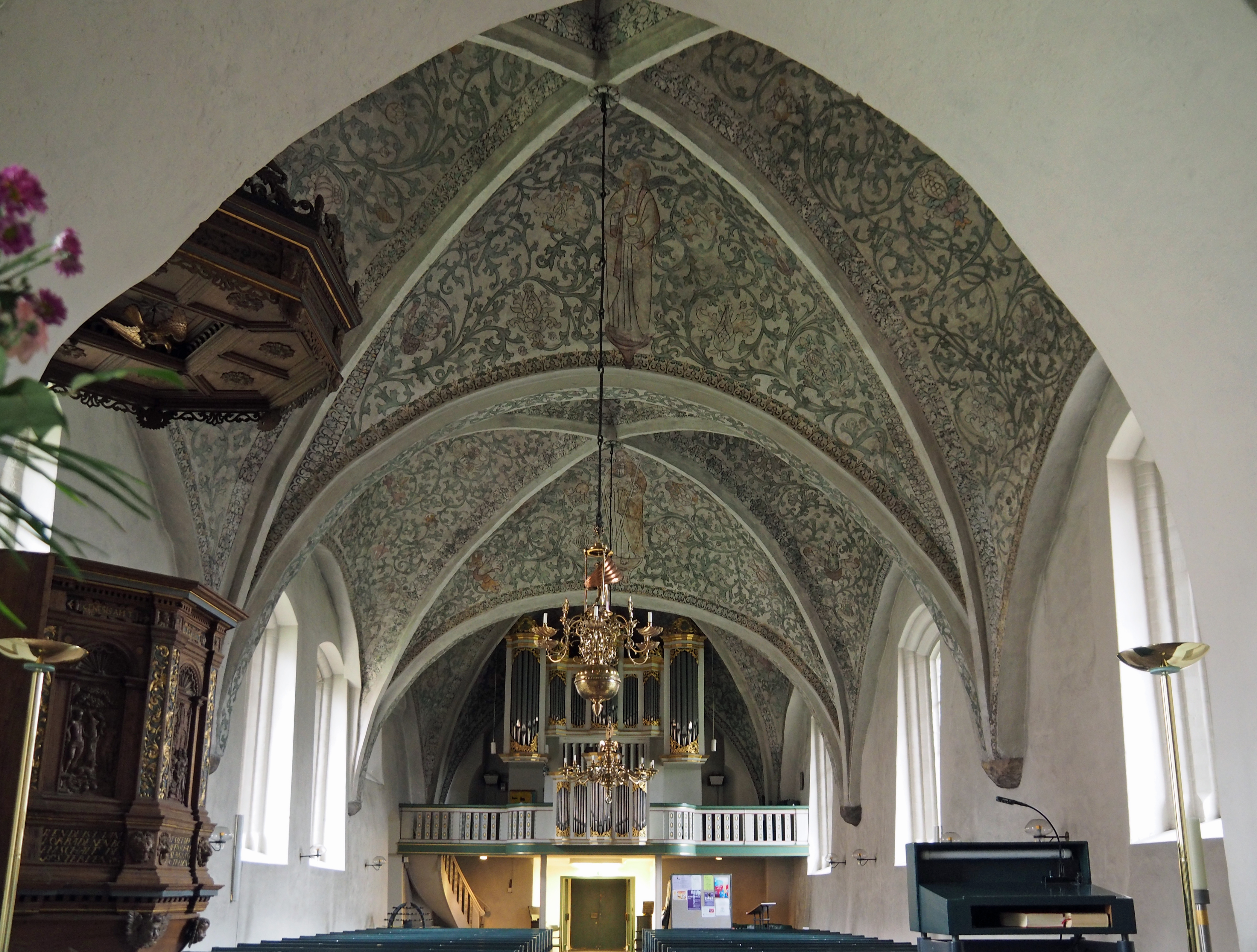
Interiör med takvalvens fresk.

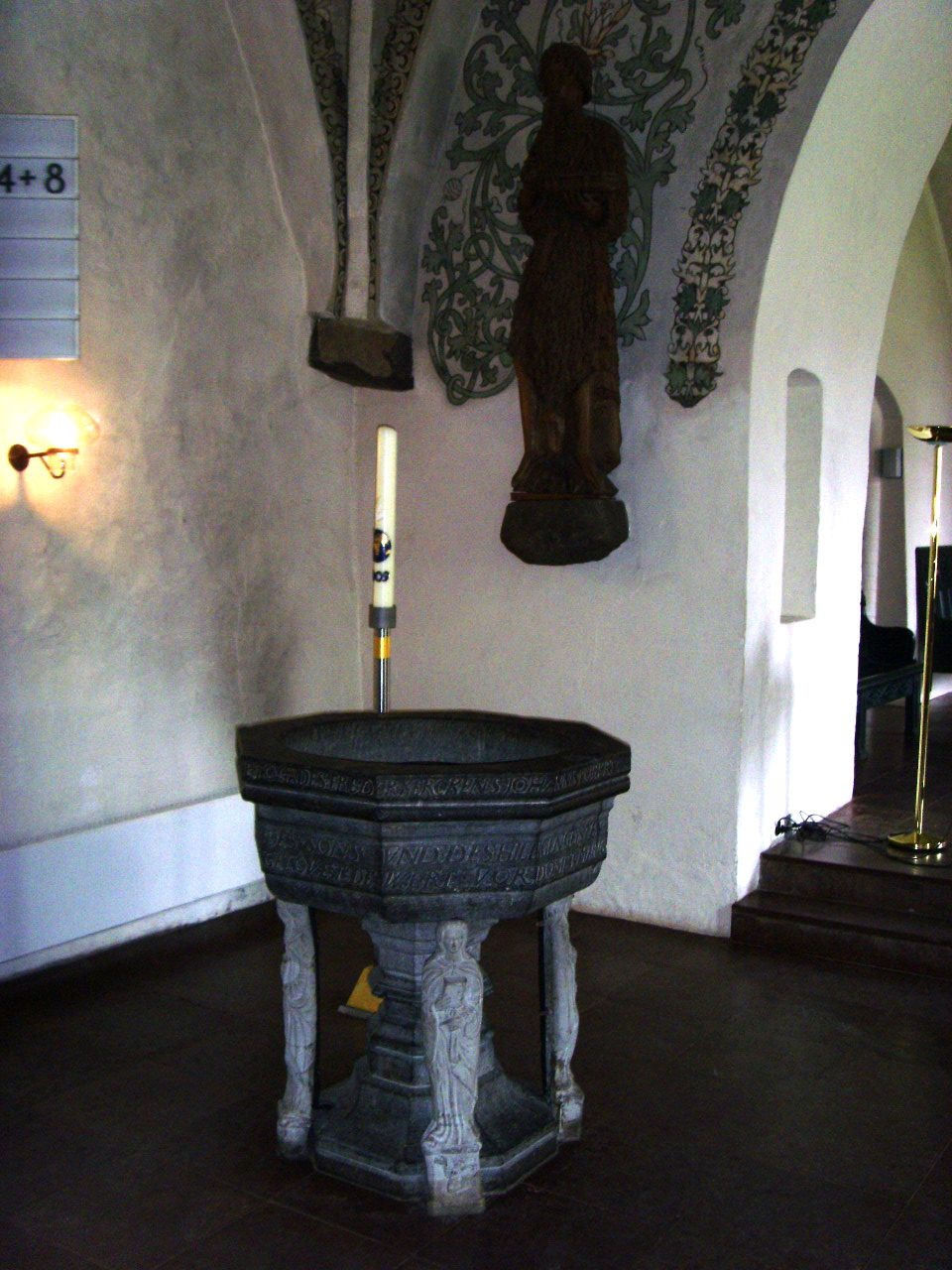
Träskulpturen föreställande Johannes Döparen, står bakom dopfunten i marmor.

Johanniskirche (da: Sankt Hans Kirke) är den äldsta och första stadskyrkan i Flensburg (Adelbyer Kirche som är äldre och ligger utanför den ursprungliga stadskärnan i Flensburg var i äldsta tider kapell under kyrkan i Husby) och används av den tyskspråkiga menigheten. Den är invigd åt Johannes Döparen. Den enskeppiga, romanska blockstenskyrkan från 1100-talet ligger i Flensburgs äldsta del, söder om havsviken Flensburger Förde (da: Flensborg fjord).
I kyrkan finns en senmedeltida träskulptur av Johannes Döparen från 1500, renässanspredikstolen från 1587, barockaltartavlan från 1734 och den sengotiska marmordopfunten från Namur i Belgien från 1592.
Flera muralmålningar visar scener från evangelierna och Jesus stamträd. Där finns också en kalkmålning med vapenskölden för unionskungen Hans (1455–1513), vald till kung Johan II av Sverige 1497–1501. Under hans danska regeringstid 1481–1513 fick kyrkan sitt nuvarande utseende.
Takvalvens fresk, föreställande en paradisträdgård, målades omkring år 1500 av Peter Lykt.